# ITF Granby
Das ITF Granby ist ein Tennisturnier der ITF Women’s World Tennis Tour, das in Granby (Québec) ausgetragen wird. Veranstaltungsort des Turniers ist der Club de tennis des Loisirs de Granby.

## Geschichte
Offizielle Namen der Turniere bis heute:
- 2011–2019: Challenger Banque Nationale de Granby
- 2023–: Championnats Banque Nationale de Granby

## Siegerliste

### Einzel
| Jahr | Kategorie | Siegerin           | Finalgegnerin          | Ergebnis         |
| ---- | --------- | ------------------ | ---------------------- | ---------------- |
| 2011 | $25.000   | Stéphanie Dubois   | Zhang Ling             | 6:2, 2:6, 6:1    |
| 2012 | $25.000   | Eugenie Bouchard   | Stéphanie Dubois       | 6:2, 5:2 Aufgabe |
| 2013 | $25.000   | Risa Ozaki         | Samantha Murray        | 0:6, 7:5, 6:2    |
| 2014 | $25.000   | Miharu Imanishi    | Stéphanie Foretz       | 6:4, 6:4         |
| 2015 | $50.000   | Johanna Konta      | Stéphanie Foretz       | 6:2, 6:4         |
| 2016 | $50.000   | Jennifer Brady     | Wolha Hawarzowa        | 7:5, 6:2         |
| 2017 | $60.000   | Cristiana Ferrando | Katherine Sebov        | 6:2, 6:3         |
| 2018 | $60.000   | Julia Glushko      | Arina Rodionova        | 6:4, 6:3         |
| 2019 | W80       | Lizette Cabrera    | Leylah Annie Fernandez | 6:1, 6:4         |
| 2023 | W100      | Kayla Day          | Katherine Sebov        | 6:4, 2:6, 5:7    |
| 2024 | W75+H     | Maria Mateas       | Kayla Cross            | 6:3, 7:63        |

### Doppel
| Jahr | Kategorie | Siegerinnen                        | Finalgegnerinnen                   | Ergebnis          |
| ---- | --------- | ---------------------------------- | ---------------------------------- | ----------------- |
| 2011 | $25.000   | Sharon Fichman Sun Shengnan        | Wiktorija Kisjalewa Nathalia Rossi | 6:4, 6:2          |
| 2012 | $25.000   | Sharon Fichman Marie-Ève Pelletier | Shūko Aoyama Miki Miyamura         | 4:6, 7:5, [10:4]  |
| 2013 | $25.000   | Lena Litvak Carol Zhao             | Julie Coin Emily Webley-Smith      | 7:5, 6:4          |
| 2014 | $25.000   | Hiroko Kuwata Riko Sawayanagi      | Erin Routliffe Carol Zhao          | kampflos          |
| 2015 | $50.000   | Jessica Moore Storm Sanders        | Laura Robson Erin Routliffe        | 7:5, 6:2          |
| 2016 | $50.000   | Jamie Loeb An-Sophie Mestach       | Julia Glushko Wolha Hawarzowa      | 6:4, 6:4          |
| 2017 | $60.000   | Ellen Perez Carol Zhao             | Alexa Guarachi Olivia Tjandramulia | 6:2, 6:2          |
| 2018 | $60.000   | Ellen Perez Arina Rodionova        | Erika Sema Aiko Yoshitomi          | 7:5, 6:4          |
| 2019 | W80       | Haruka Kaji Junri Namigata         | Quinn Gleason Ingrid Neel          | 7:65, 5:7, [10:8] |
| 2023 | W100      | Marcela Zacarías Renata Zarazúa    | Carmen Corley Ivana Corley         | 6:3, 6:3          |
| 2024 | W75+H     | Ariana Arseneault Mia Kupres       | Liang En-shuo Park So-hyun         | 6:4, 2:6, [10:6]  |

## Quelle
- ITF Homepage